# Neovermilia capensis
Neovermilia capensis är en ringmaskart som beskrevs av Francis Day 1961. Neovermilia capensis ingår i släktet Neovermilia och familjen Serpulidae. Inga underarter finns listade i Catalogue of Life.